# Frances (zangeres)
Frances, artiestennaam van Sophie Francis Cooke (Newbury, 27 juni 1993) is een Brits zangeres.

## Biografie
Frances begon haar carrière in eigen land in 2014. Ze werd in 2016 genomineerd voor de Brit Awards in de categorie Critics Choice. Jack Garratt won deze prijs. In 2016 scoorde ze een hit met Don't Worry About Me.

## Discografie

### Singles
| Single met hitnotering(en) in de Vlaamse Ultratop 50 | Datum van verschijnen | Datum van binnenkomst | Hoogste positie | Aantal weken | Opmerkingen |
| ---------------------------------------------------- | --------------------- | --------------------- | --------------- | ------------ | ----------- |
| Don't Worry About Me                                 | 2016                  | 26-06-2016            | 15              | 15           |             |

- Gemeinsame Normdatei: 1140141953
- International Standard Name Identifier: 0000 0004 6186 4216
- Library of Congress Control Number: no2017052808
- MusicBrainz: 1edb0c81-d487-4002-8519-07cc01c0fc96
- Nationale Bibliotheek van Tsjechië: xx0213966
- Virtual International Authority File: 49149366325685601767
- WorldCat: E39PBJcGrRPMyK6yy9dwC4Cfbd